# Кяовааріку
Кя́овааріку (ест. Käovaariku tiik, Kaagu tiigid, Kaagu lombid) — штучне озеро в Естонії, у волості Вастселійна повіту Вирумаа.

## Розташування
Кяовааріку належить до Чудського суббасейну Східноестонського басейну.
Озеро лежить на південній околиці села Кааґу.

## Опис
Загальна площа озера становить 0,7 га. Найбільша глибина — 3 м. Довжина берегової лінії — 348 м. Площа водозбору — 1 км².